# Phil Ramone
Philip "Phil" Ramone, född Philip Rabinowitz den 5 januari 1934 i Sydafrika, död 30 mars 2013 i New York, var en sydafrikanskfödd amerikansk ljudtekniker, musikproducent, violinist och kompositör som 1958 var med om att tillsammans med Jack Arnold grunda studion A & R Recording på 112 West 48th Street i New York, rakt ovanför Manny's Music. Studions framgångar ledde till att den växte till flera och i förlängningen ett skivbolag.
Ramone beskrevs av Billboard som "legendarisk"  och av BBC som en CD-pionjär .